# الكتاب المرئي
الكتاب المرئي هو علامة تجارية لمقاطع الفيديو التعليمية التفاعلية عبر الإنترنت التي يتم تسويقها بواسطة Studio 21.

## النشأة
مسمى «الكتاب المرئي» تم تسجيله وإستخدامه في المملكة المتحدة خلال عام 1982 من قبل باري أر بيات، مالك منتجي أفلام يوركشاير «ستوديو 21».
الكتاب المرئي هي العلامة التجارية والمتداولة وتباع محليا على شكل أفلام فيديو، مسمى الكتاب المرئي قيد الاستخدام التجاري من قبل ستوديو 21 في المملكة المتحدة وإسبانيا حتى عام 2003 , وفي عام 2004 , أفتتح بيات "Angel Films" في إسبانيا، والتي إستحوذت على العلامة التجارية «الكتاب المرئي», وخلال عام 2005, تم إنشاء " Angel Films" في الولايات المتحدة، وخلال عام 2008 , تم إعادة إطلاق منتجات الكتاب المرئي في الولايات المتحدة.

## العلامة التجارية
تم تسجيل وتصنيف الكتاب المرئي في وكالات الـ ISBN , كمنتج صاحب علامة تجارية مكونة من كلمة واحدة، على أن يتم تكبير الحرف الأول من الكلمة الاولة ليصبح V وتكبير الحرف الأول من الكلمة الثانية ليصبح B وتم اعتباره ملكية حصرية لـ بيات
, أصبح اسم "videobook" (بدون استخدام الأحرف الكبيرة) مصطلح أساسي لشكل من أشكال التدريب الإلكتروني لتقديم مقاطع فيديو تدريبية قابلة للتنزيل، معظم كتب الفيديو هي هيئات تركز على تعليم موضوع محدد.
الكتب المرئية متقاربة في المحتوى والبنية للكتب العادية، يتم تسجيل مقاطع الفيديو من قبل محاضر متدرب ويتم تقديمها للمشاهد مقابل الاشتراك، ويزور المستخدم الكتاب المرئي (الموقع الذي يحتوي على المقاطع التدريبية) ويقوم باشتراء الاشتراك وبإمكانه بعدها تنزيل مقاطع الفيديو.
الكتب المرئية تختلف عن العديد من نماذج التدريب المعتمدة على الكمبيوتر (CBT) من حيث أنها عادة ما يسمح بمشاركتها وتحميلها وأيضا تختلف من تقديم المحتوى.
على نقيض الكتب المطبوعة والمسموعة التي تعتمد فقط على النص والصوت، فإن المكون الأساسي للكتيب المرئي هو الفيديو، فالكتاب المرئي باستطاعته أن يحتوي على نص ظاهر على الشاشة مع صور ومشاهد مرئية، وقد يكون النص متحرك مع تشغيل تعليق صوتي بالخلفية.
بإمكان الطالب مشاهدة مقاطع الفيديو بأي ترتيب بعد تحميلها، ولا يلزم الإتصال بالإنترنت وكذلك لا تشترط مقاطع الفيديو استخدام تنسيقات خاصة، ويستهدف السوق عادة الفرد وليست المنظمات، وقد تتضمن مواد الكتاب المرئي برامج عرض تقديمي مثل "PowerPoint, وبرامج تصوير الشاشة مثل " Camtasia"و برامج إضافة النص للصوت مثل "TextAloudMP3".
الكتب المرئية المدفوعة (المباشرة، الغير مباشرة) - الكتاب المرئي المباشر (غير مباشر) يقوم باستخدام معلومات خاصة على شكل أفكار للفرد المسجل لمشروع الإنترنت الذي لديه خصائص زمنية: الوقت، التاريخ، الشهر، العام للكتابة. وحقوق النشر مسجلة إلكترونيا في مصادر رسمية موثوقة، تسديد للمعلومات التي تحتوي على الكتب المرئية المدفوعة يأخذ مجال للائتمان، بعد قرائته.

## وصلات خارجية
لم يتم العثور على روابط لمواقع التواصل الاجتماعي.